# Chresiona nigrosignata
Espèce
Synonymes
- Chresiona albescens Simon, 1903

Chresiona nigrosignata est une espèce d'araignées aranéomorphes de la famille des Macrobunidae.

## Distribution
Cette espèce est endémique du Cap-Occidental en Afrique du Sud,.

## Description
La femelle holotype mesure 3,8 mm.

## Systématique et taxinomie
Cette espèce a été décrite par Simon en 1903.
Chresiona albescens a été placée en synonymie par Lehtinen en 1967.

## Publication originale
- Simon, 1903 : « Descriptions d'arachnides nouveaux. » Annales de la Société entomologique de Belgique, vol. 47, p. 21-39 (texte intégral).